# Sharp's Commercials
Sharps Commercials Ltd era una casa automobilistica inglese con sede a Preston, Lancashire. Fondata nel 1922 da Paul Sharp, cambiò nome in Bond Cars Ltd nel 1963. Fu acquistata nel febbraio 1969 da Reliant Motor Co Ltd di Tamworth, Staffordshire, che poi la chiuse nell'agosto dell'anno successivo, trasferendo l'attività dei pezzi di ricambio per i modelli Bond Minicar, 875 berlina, 875 Ranger van ed Equipe a una società denominata Bob Joyner & Son a Oldbury nelle Midlands inglesi. Reliant continuò comunque a utilizzare il nome Bond fino al 1974 sui modelli Bond Bug realizzati nel proprio stabilimento di Tamworth.

## Bond Minicar 1949–1966

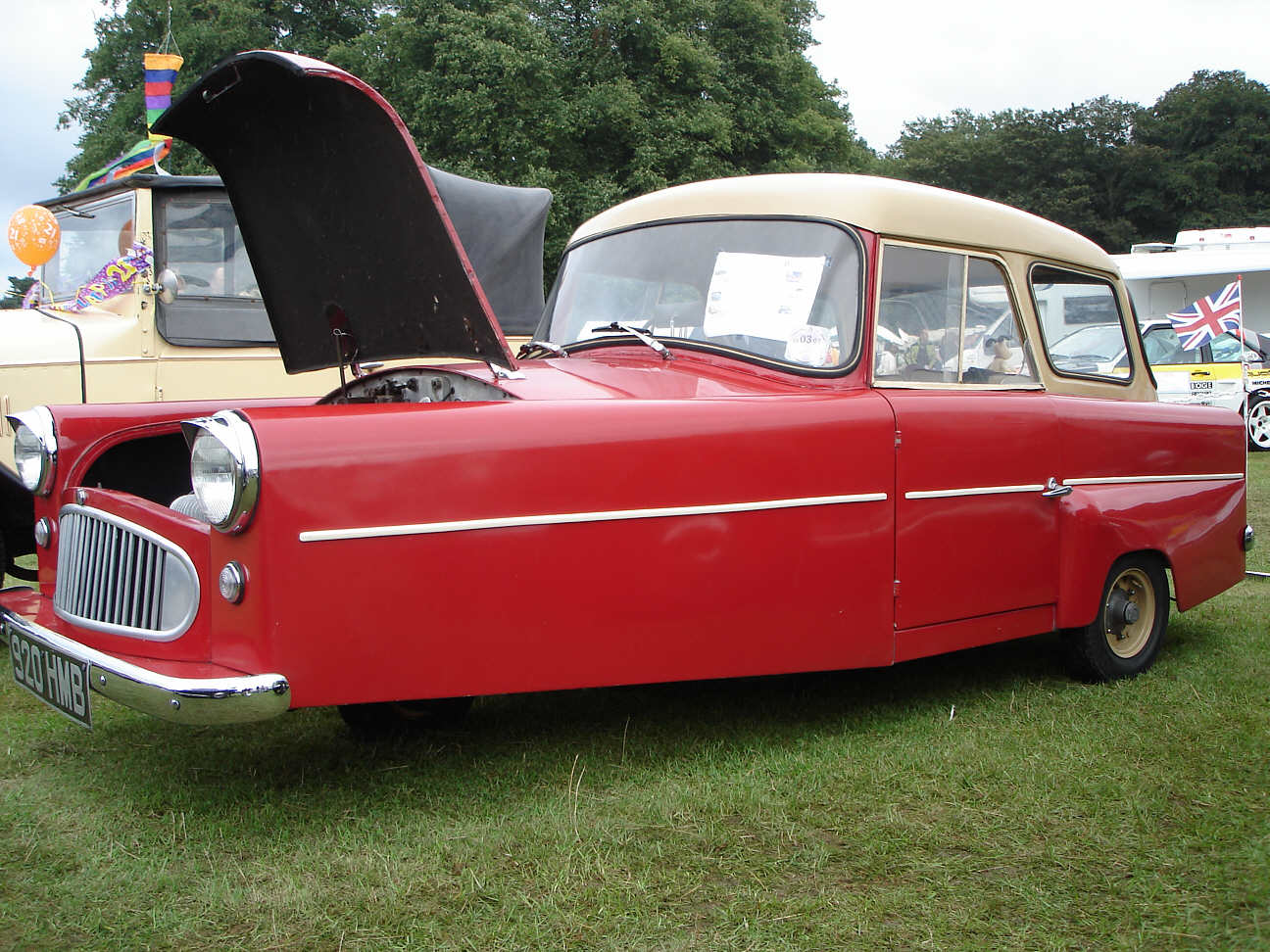
Bond Minicar Mark F Family Saloon del 1959

Sharp's Commercials iniziò la produzione di un'auto economica a tre ruote all'inizio del 1949. Si chiamava Bond Minicar (retrospettivamente detta Mark A) ed era alimentata da un singolo cilindro con motore a due tempi Villiers da 122 o 197 cc. La carrozzeria era principalmente in alluminio, sebbene alcuni modelli successivi utilizzassero la fibra di vetro per parti dell'auto. Si dimostrò molto popolare all'epoca per via del prezzo economico, soprattutto nel dopoguerra.

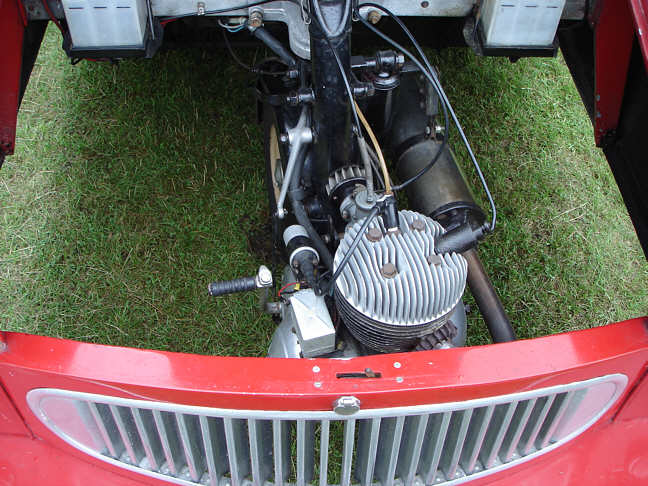
Il motore di una Bond Minicar

La Minicar passò attraverso diverse incarnazioni, culminando nella Mark G nel 1961. Furono create delle cabriolet, così come delle versioni van e Station wagon. Il motore venne aggiornato, prima a un 250 cc monocilindrico e poi a un bicilindrico Villiers 4T da 250 cc (optional sulla Mark G). I motori erano essenzialmente un'unità di tipo motociclistico Villiers e quindi non avevano la retromarcia. Tuttavia, questo era un inconveniente minimo, perché il motore, il cambio e la ruota anteriore erano montati come una singola unità e potevano essere ruotati dal volante fino a 90 gradi su entrambi i lati della posizione di marcia rettilinea, consentendo all'auto di girare entro la sua propria lunghezza.
Sui modelli successivi fu inserita una sorta di retromarcia, ma il suo impiego comportava l'arresto del motore e l'avvio all'indietro. Ciò venne ottenuto invertendo l'unità Siba Dynastart, un dispositivo che fungeva sia da avviatore che da generatore. Funzionava come un motorino di avviamento quando veniva premuto il pulsante di accensione, ma quando il motore era in funzione generava energia e ricaricava la batteria.
L'ultima Bond Minicar, Mark G, venne realizzata nel novembre 1966.

## Bond Equipe 1963–1970

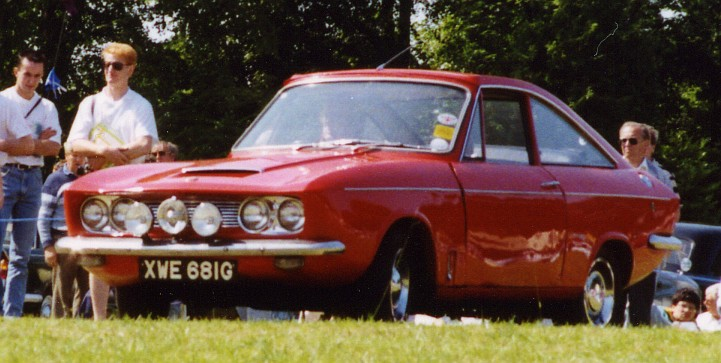
Bond Equipe 2 litri berlina Mk 2

L'Equipe GT fu la prima auto a quattro ruote di Bond Motor, un'auto sportiva con carrozzeria a due porte in fibra di vetro. Essenzialmente si trattava di una Triumph Herald chassis, completa di paratia, parabrezza e portiere, con il motore Triumph Spitfire 1147 cc. Le porte avevano un vetro leggermente modificato, per accogliere il tetto fastback in fibra di vetro e il gruppo posteriore. Il cofano incernierato anteriore dell'Herald venne sostituito con una versione rivista. 
L'Equipe GT venne sostituito dal modello GT4S nel 1964, che offriva 4 posti e un cofano del bagagliaio apribile. Davanti, il design del cofano all'italiana fu in qualche modo compromesso dall'aggiunta dei quattro fari anteriori della Triumph 2000, che affiancano una versione ridotta della griglia Herald originale. Fu pure aggiunto uno scoop sul cofano. Un motore da 1296 cc fu introdotto nel 1967.
Durante il periodo di vita di questa vettura, non era raro vedere Triumph Heralds modificati con l'installazione di un cofano Bond Equipe, poiché tutte le linee della carrozzeria si abbinavano perfettamente.
Nell'agosto 1967, 19 mesi prima dell'acquisizione da parte di Reliant nel febbraio 1969, fu introdotta la nuova Equipe 2 litri. Basate in parte su proposte stilistiche di Trevor Fiore ma principalmente progettate dal designer interno di Bond, Alan Pounder, le portiere avevano nuove pelli e tutte le tracce esterne della Triumph Herald erano scomparse, ad eccezione della cornice del parabrezza e dei fermi del cofano. I fari Triumph 2000 vennero mantenuti, ma incorporati in una grata più elegante. Al posteriore furono sostituiti i fanali a triplo proiettile Lucas e questa versione della vettura iniziò ad assomigliare alla successiva Reliant Scimitar SS1, che infatti non sarebbe apparsa prima di altri vent'anni. Questo modello aveva il telaio e il motore a sei cilindri da 2 litri Triumph Vitesse, potenziato alla versione Mk 2 nel 1968, quando fu offerta anche una versione cabriolet.

## Bond 875 1965–1970

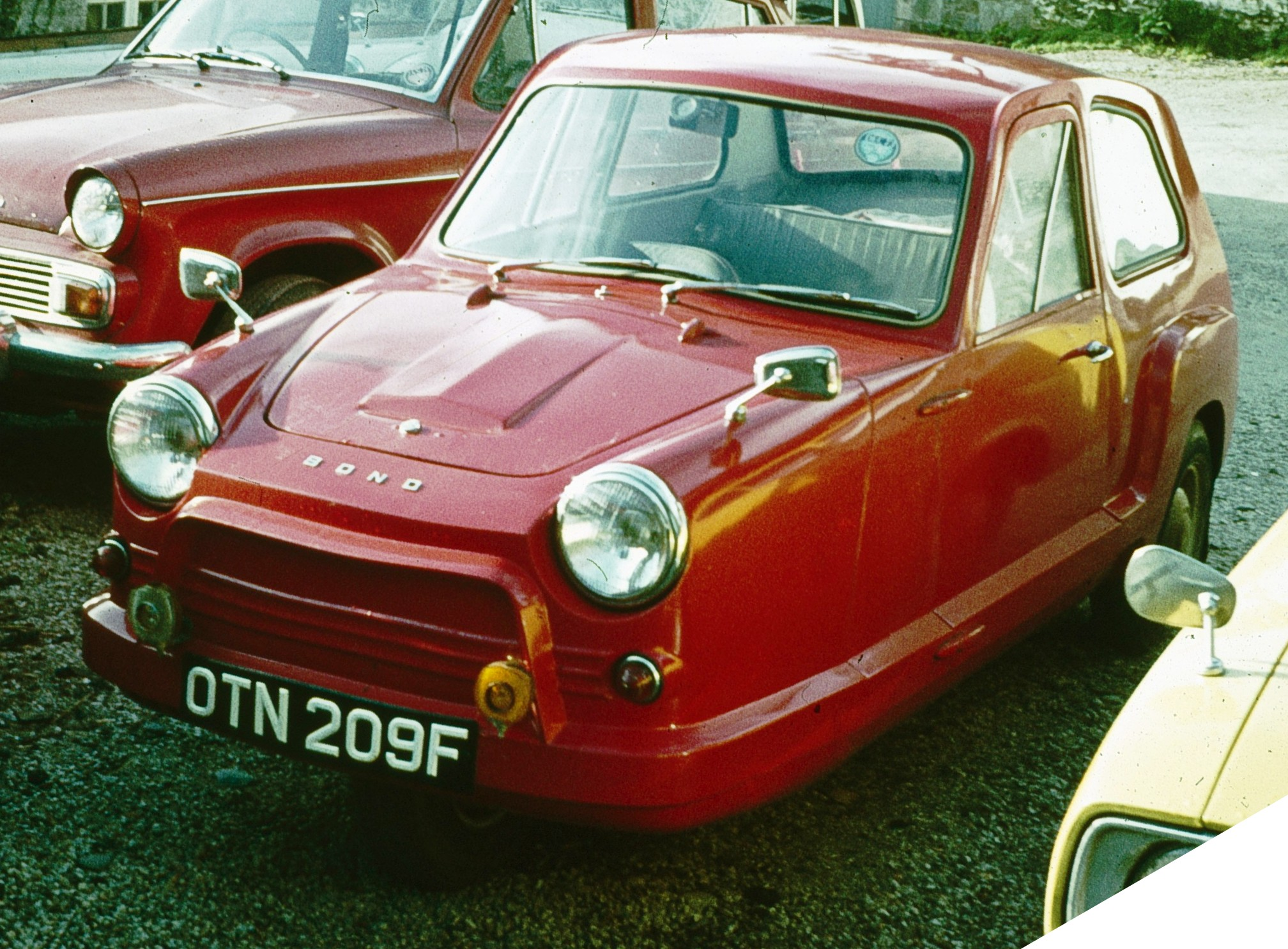
Bond 875 Mark 1 berlina

Il Bond 875 era un veicolo a tre ruote con un motore Hillman Imp a quattro cilindri da 875 cc a quattro tempi. Venne ritirato dal mercato nel 1970 dopo che Reliant rilevò Bond.

## Bond Bug 1970–1974

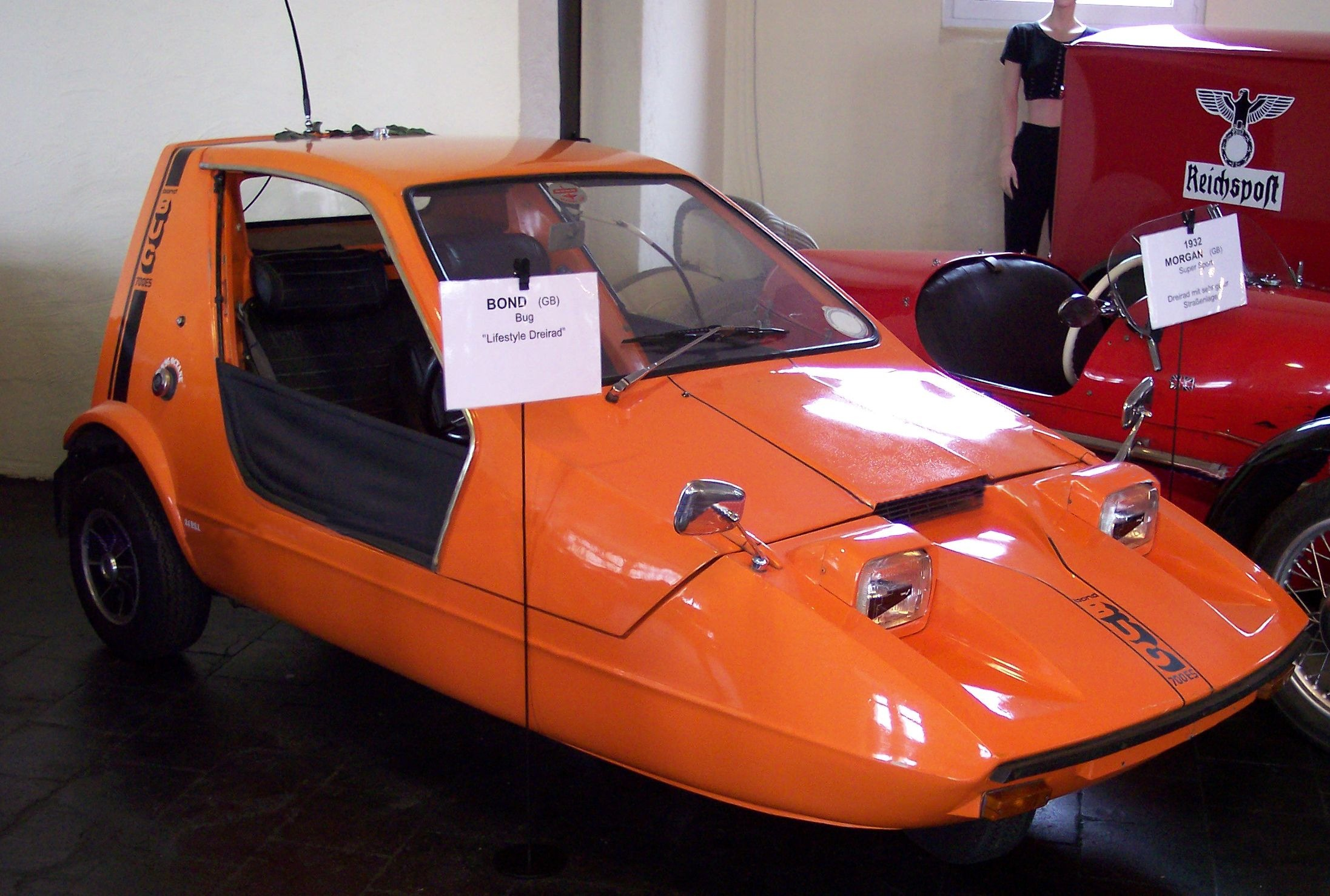
Bond Bug 700 ES

Il Bond Bug, basato su un Reliant Regal, divenne di moda negli anni settanta. Il Bug era un tre ruote con un motore a quattro cilindri Reliant 700 cc (poi aumentato a 750 cc) e una velocità massima di 121 km/h. Rifinito in un arancione brillante, aveva un corpo "a cuneo" disegnato da Tom Karen di Ogle Design. In mancanza di porte convenzionali, l'accesso venne ottenuto facendo scivolare il tetto verso l'alto su una coppia di cerniere.